# Wacken
Wacken ist eine Gemeinde im Kreis Steinburg in Schleswig-Holstein.
Bekannt ist das Dorf durch das jährlich Anfang August stattfindende Musikfestival Wacken Open Air. Mit mehr als 70.000 Besuchern ist es – neben dem Hellfest sowie dem Graspop Metal Meeting – eines der größten Metal-Festivals der Welt.

## Geografie
Wacken liegt etwa zwölf Kilometer nordwestlich von Itzehoe und sechs Kilometer östlich des Nord-Ostsee-Kanals. Östlich des Ortes befinden sich die Tagebaurestlöcher Alsens Tongrube. Außer dem Hauptort gibt es keine Ortsteile.

## Geschichte
Der Ort wurde 1148 erstmals nachweislich erwähnt. Relikte aus germanischer Vorzeit und ein Hünengrab deuten auf eine ältere Besiedlung hin. Der bedeutendste Fund sind drei Gürtelschnallen aus der Bronzezeit, die heute im Landesmuseum Schloss Gottorf in Schleswig ausgestellt sind.
Ein Grabhügel liegt direkt auf dem „Am Twisselberg“ in der Nähe der Grund- und Hauptschule. Er ist nicht näher ausgeschildert.

## Politik

### Gemeindevertretung
Bei der Kommunalwahl am 14. Mai 2023 wurden insgesamt 13 Sitze vergeben. Von diesen erhielt die CDU sechs Sitze, die Allgemeine Bürgervereinigung Wacken erhielt fünf Sitze und die SPD erhielt zwei Sitze.

### Wappen
Blasonierung: „In Silber mit rotem Schildbord eine grüne metallene Schale mit flachgewölbtem Boden, eingezogenem, hohem Rand und zwei senkrecht gestellten Griffen“

## Wirtschaft und Infrastruktur

### Wacken Open Air
Durch die alljährlich auftretenden Menschenmassen aufgrund des Wacken Open Air steigern sich die Einnahmen der ortsansässigen Betriebe, allen voran Lebensmittel- und Einzelhandelsgeschäfte sowie Gastronomie, deutlich.
Während dieser Zeit wird in örtlichen Supermärkten ein Vielfaches mehr an Waren verkauft als gewöhnlich. Der Wirt der örtlichen Gastwirtschaft „Zur Post“ richtete an diesen Tagen auf dem Festivalgelände einen Biergarten mit 3500 Plätzen ein. Nach der Insolvenz 2012 wurde das Lokal vom Festival-Veranstalter aufgekauft, der den Betrieb der Gastwirtschaft neu belebte und mit dem Untertitel „Zum Wackinger“ versah. Der Bierverkauf auf dem Festivalgelände mit dem großen Biergarten wird seitdem allein vom Veranstalter betrieben.
Die Sparkasse Westholstein (ehemals Landsparkasse Schenefeld) gibt seit 2008 eine Prepaid-Kreditkarte namens „Wacken Card“ heraus und konnte so im Jahr 2008 die Zahl ihrer Kreditkartenkunden um 50 % steigern. Für die Zeit des Festivals stellte die Bordesholmer Sparkasse AG darüber hinaus zur Bargeldversorgung der Besucher mehrere Geldautomaten auf dem Festivalgelände zur Verfügung; 2008 wurde darüber und über die Geldautomaten der ortsansässigen Filiale bei 13.800 Transaktionen eine Summe von rund 1,4 Millionen € ausgezahlt.
Auch darüber hinaus profitieren die Bewohner Wackens von der Veranstaltung, vor allem Kinder und Jugendliche können durch kleine Kurierdienste ihr Taschengeld aufbessern.
Die Wackener Geschäfte und Gastronomiebetriebe haben 2007 durch das Festival Einnahmen von rund 4350 € pro Einwohner der Gemeinde Wacken erzielt.

### Verkehr
Ungefähr drei Kilometer nördlich verläuft die Autobahn 23 von Hamburg nach Heide mit den Anschlussstellen Hanerau-Hademarschen (AS 6) und Schenefeld (AS 7). Die Landesstraßen 130 und 131 verbinden den Ort mit der Autobahn und den umliegenden Gemeinden. Südlich liegt die Landesstraße 327 (ehemalige Bundesstraße 431). In Wacken gibt es zwei Mitfahrbänke für die Richtungen Schenefeld, Vaale, Wilster, Besdorf und Itzehoe.
Es gibt eine Buslinie von Die Linie Steinburg zwischen Itzehoe und Wacken. Die nächstgelegenen Bahnhöfe sind Burg (Dithmarschen) und Wilster an der Marschbahn. Im benachbarten Vaale ist ein Bahnhalt geplant.

## Bilder

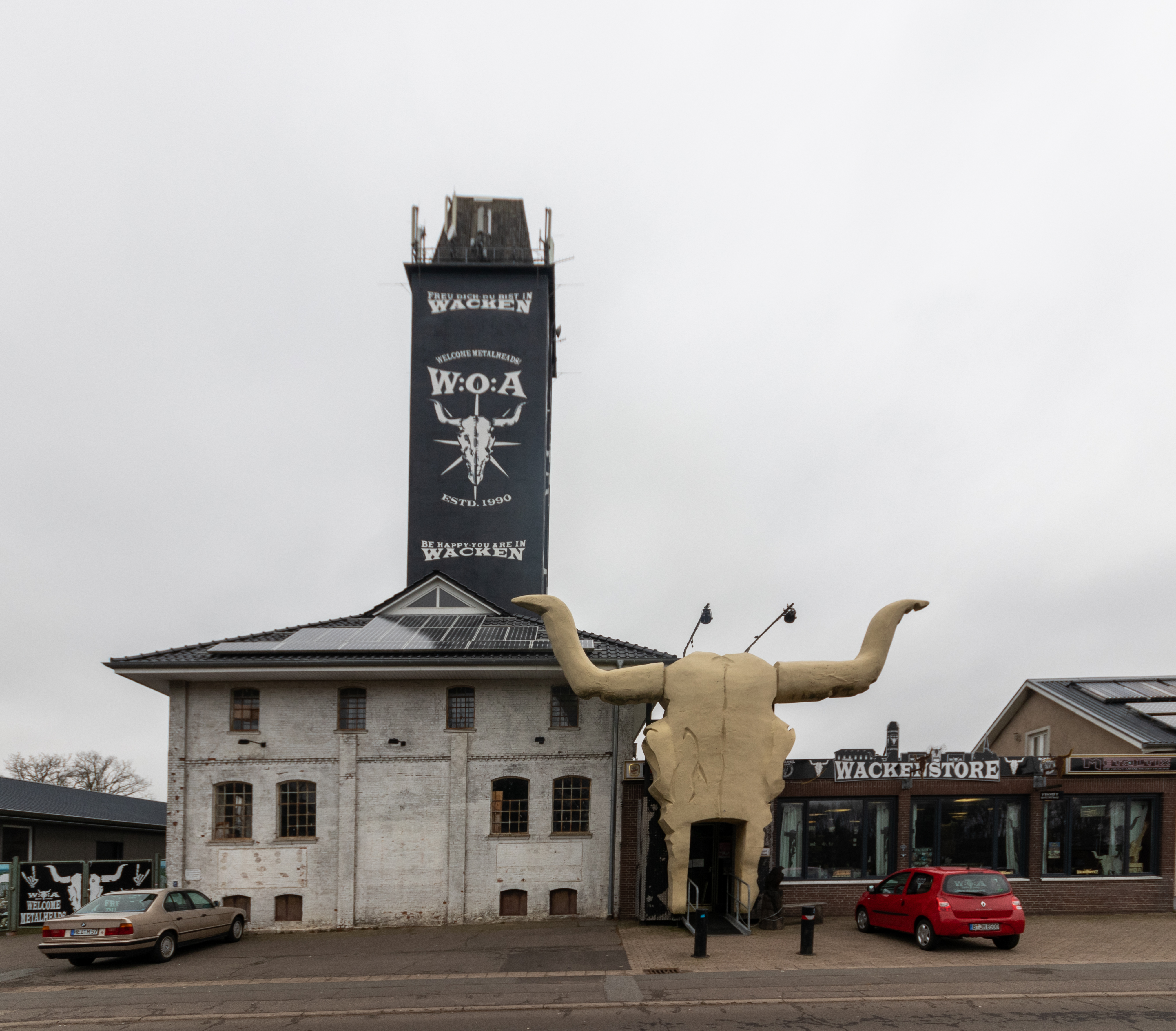
Der Silo der Raiffeisen-hauptgenossenschaft wurde 2012 neu gestrichen.
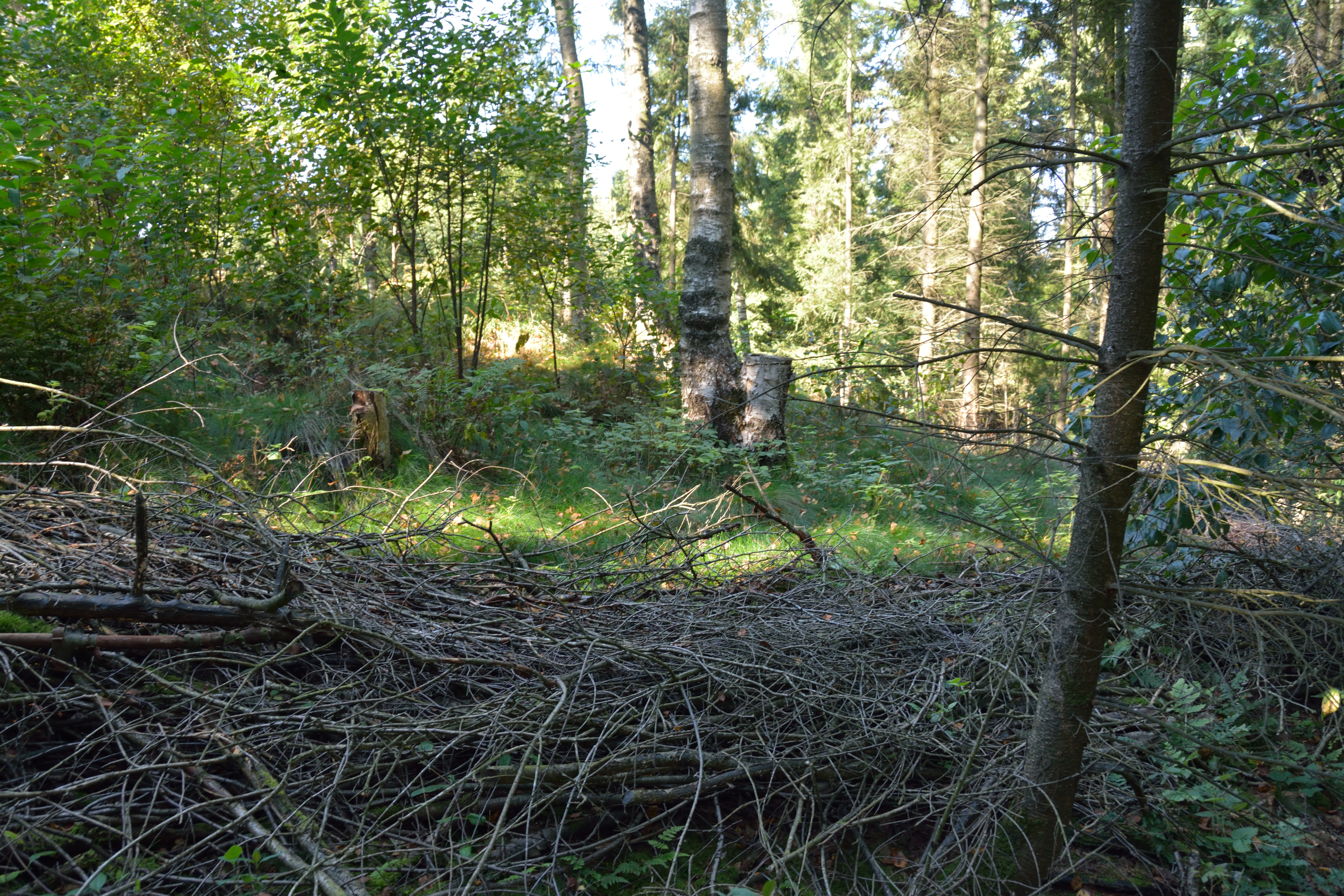
Grabhügel auf dem „Twischelberg“
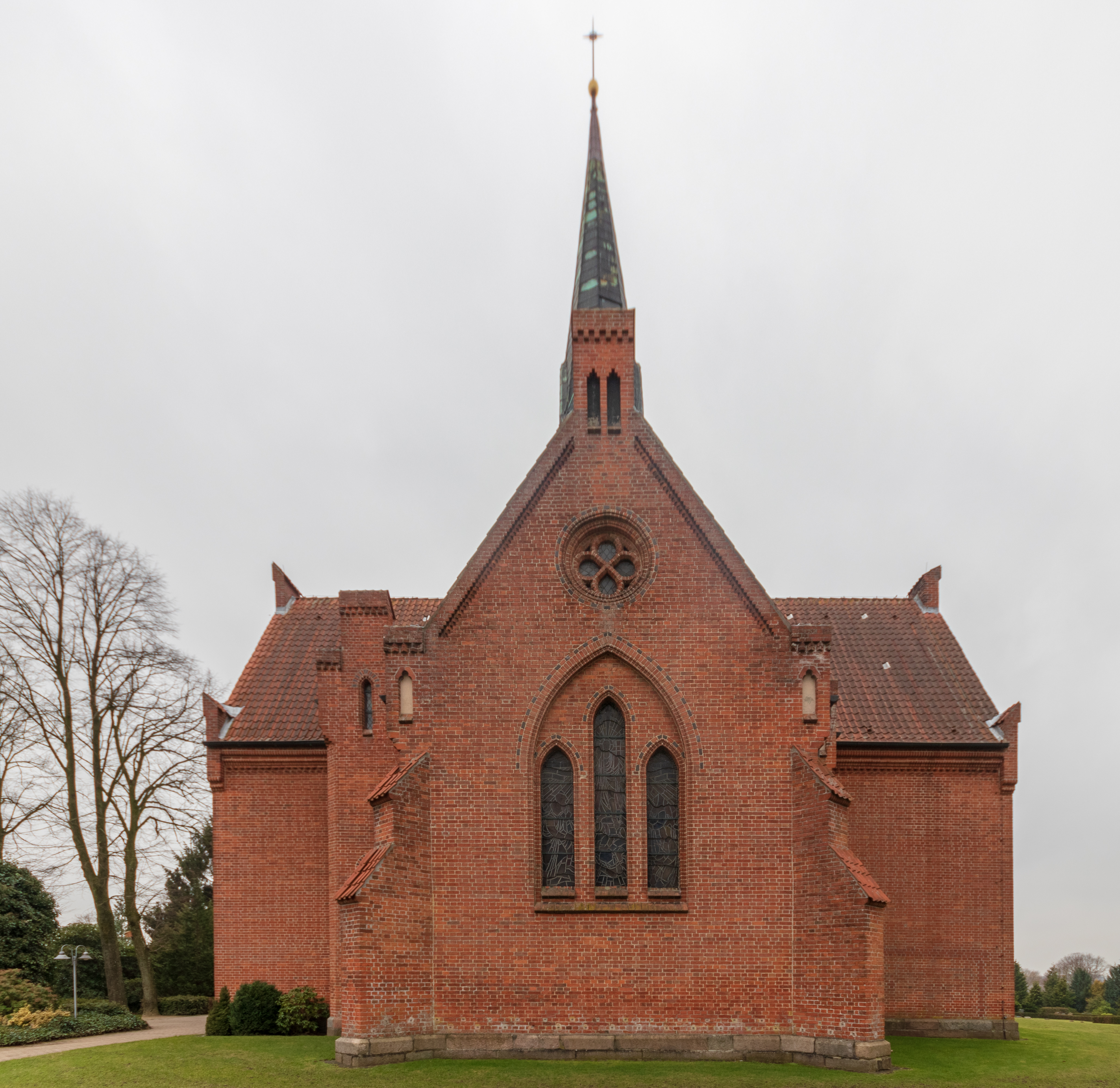
Heiligen-Geist-Kirche